# Coptopteryx thoracica
Coptopteryx thoracica es una especie de mantis de la familia Coptopterygidae.

## Distribución geográfica
Se encuentra en Argentina, Brasil, Paraguay.